# 코네스토가 왜건

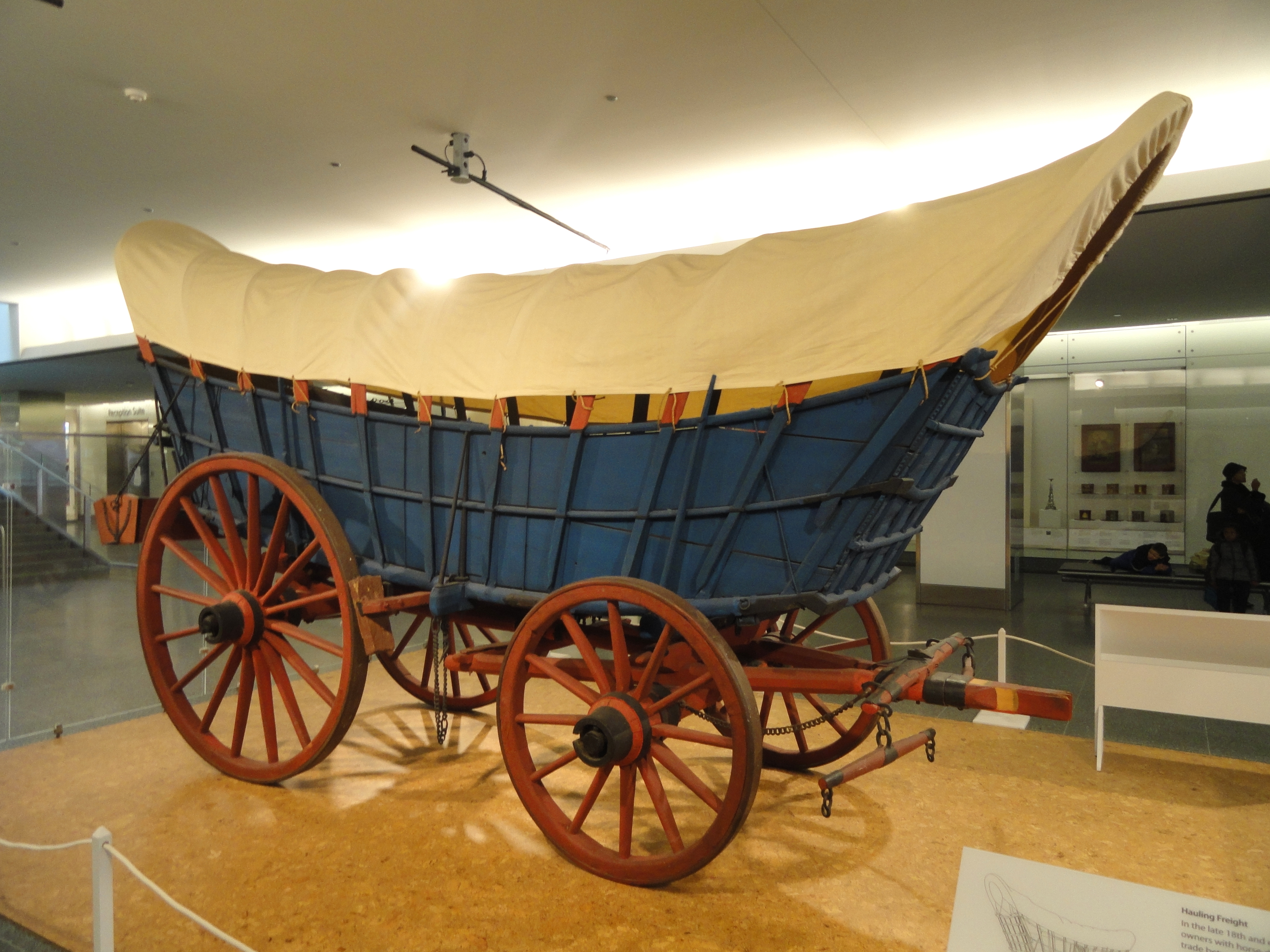

코네스토가 왜건(Conestoga wagon) 또는 단순히 코네스토가(Conestoga)는 주로 18세기 초부터 19세기 중반까지 북미, 주로 미국에서만 사용되었던 구식 수송 차량이다. 무겁고 큰 말이 끄는 차량으로, 기원은 거의 알 수 없지만 18세기 초 펜실베이니아 식민지의 펜실베이니아 더치 문화를 전파한 독일 이민자에게서 유래했을 가능성이 높다. "코네스토가 왜건"이라는 이름은 아마도 해당 지방의 코네스토가 리버 밸리(Conestoga River Valley) 정착지에서 유래되었으며 1717년 초에 사용된 것으로 보인다. 그러나 그렇게 언급된 최초의 마차가 이후 코네스토가 왜건와 유사한 구조를 가지고 있는지 여부는 알려지지 않았다.
코네스토가 왜건은 덮개가 있는 마차의 더 크고 더 견고한 변형으로, 마차를 덮기 위한 흰색 대마 천 사용, 마카담이 아닌 도로 표면을 이동하기 위한 큰 바퀴, 다른 곳으로 물품을 운반하기 위한 차량으로 의도된 용도 등의 유사점을 공유한다. 이는 보트를 복제하고 수하물을 중앙에 유지하는 동시에 왜건 고객에게 시각적으로 즐거움을 주는 두 가지 목적을 제공하는 왜건 본체의 측면과 바닥의 곡률로 인해 대부분의 다른 덮힌 왜건 변형과 다르다. 현재는 멸종된 품종의 말 4~6마리, 운전사, 때로는 도우미로 구성된 팀이 이 차량을 운영했다. 코네스토가 왜건은 초기에는 농부가 생산했지만 나중에는 대장장이, 바퀴공 및 마차 제작자로 구성된 팀이 만드는 경우가 많았다.
주로 농촌 지역에서 미국 동부의 마을이나 도시까지 최대 8톤(7.3t)의 원자재를 운반할 수 있는 운송 수단으로 사용되었으며 일반적으로 상품화된 상품을 교환하여 가져왔다. 코네스토가 왜건은 북동부, 특히 펜실베니아에서 흔히 볼 수 있었는데, 수천 대가 매년 다른 지역으로 여행했을 수 있기 때문이다. 19세기에는 서부 변경 지역 여행에 가끔 사용되기도 했지만 개척자들은 일반적으로 가볍고 저렴한 지붕이 있는 마차를 선호했다. 코네스토가 왜건에서 파생된 것으로 보이는 닛센 왜건은 표면적으로 유사함에도 불구하고 가벼웠으며 헤비급 왜건에 비해 남동부 주에서 지배적인 차량 유형이었다. 코네스토가 왜건 사용은 19세기 운하와 철도로 인한 이동으로 인해 감소한 것으로 보이며, 이는 상품 운송에 더 효율적인 수단임이 입증되었다. 그럼에도 불구하고 코네스토가 왜건의 문화적 유산은 19세기 후반과 20세기에 지속되었으며, 다른 덮개가 있는 마차는 개척을 포함한 초기 미국 역사의 아이콘이 되었지만 낭만적인 이미지는 21세기에 쇠퇴했다.